# 女權主義和平等
女权主义和平等（Feminism and equality）是一種關於兩性平等的政治、經濟和社會理論，儘管許多女性主義運動和意識形態在哪些主張和策略對於實現平等至關重要和合理方面存在差異。但是，儘管大多數女性主義者都支持平等，但即使是女性主義者，也沒有普遍將平等視為女性主義運動的必然結果。
有些人認為，在沒有獲得完全平等的情況下，增加婦女的權利是女性主義。

## 一致定義
根據蒂爾堡大學女性研究主席Tineke M. Willemsen的說法，“幾乎不可能給出每個女權主義者都會同意的女權主義定義”。布朗溫溫特批評了為專家和非專家定義女權主義的抵制，這種抵制「如此普遍以至於似乎是占主導地位的女權主義理論立場：一種‘非立場’」。

## 對於平等
許多的文獻將女權主義定義為關於婦女的平等權利或兩性平等。女權主義不僅影響性別平等，也影響種族平等。Chicana女權主義運動在政治上積極尋求美國社會中的女性和女同性戀平等。它挑戰了性別陳規定型觀念的作用。
差異女權主義基於女性和男性不同的假設，女性與男性平等意味著與男性相似，這是不可取的。